# Indie kid
Инди Кид (англ. Indie kid) — субкультура, основанная на идеологии независимости от общества. Она вытекает из общей инди-культуры, в которую входит: инди-музыка, инди-фильмы, инди-книги, инди-комиксы и инди-игры.

## Культура
- Инди-музыка — это музыкальные жанры, для которых характерна независимость от коммерческой поп-музыки и мейнстрима.

Независимость выражается с помощью свободы артиста (–тов), которые позволяют себе свободно экспериментировать с музыкальный стилями. Также часто эта идея описывается в текстах.
Жанры инди-музыки: Инди-рок, инди-поп, инди-фолк, инди-электроника
- Инди-фильмы — независимые фильмы, которые сняты без поддержки крупный компаний. Такие фильмы отличаются оригинальными сюжетами и необычным подходом к режиссуре и актёрской игре.

- Инди-игра — это независимая видеоигра, которую создала маленькая студия или разработчик-одиночка.

- Инди-книги — это независимые книги, где выражается уникальное видение автора.

Инди-комиксы — это независимые комиксы, в которых автор создаёт ни на что не похожий мир и героев, не боясь выйти за рамки привычного.

## Стиль
Последователи данного движения самовыражаются с помощью одноимённого стиля. Изначально он был один, но в 2020 году появилось некое возрождение инди-стиля, под названием индикид. Из-за чего инди-стиль разделился на два лагеря: инди и индикид.
У инди кидс верхом служат топы —  «кислотных» цветов, или же яркая футболка с рисунком. Низом служат джинсы прямого кроя на высокой талии, юбки или мешковатые штаны. В качестве аксессуаров можно встретить такие же цветастые напамы, а также браслеты, заколки и кольца, которые могут выглядеть очень необычно, ведь среди инди кидс распространено делать украшения своими руками.
Инди же является более спокойным и менее ярким. В образах фигурируют винтажные вещи, футболки с любимыми рок-группами, аксессуары, напоминающие моду хиппи, украшения из камней. Характерная черта —клетчатый или линейный принт.
Рамок у стиля нет, «Ожерелья, браслеты, кольца… В тренде абсолютно всё! Купи набор бусин с нитками, подключи фантазию и вперед, творить!» — выразился журнал «Elle Girl» в своём материале.
Инди кидс любят побаловаться макияжем, когда инди делают более спокойные образы. Зачастую индикид макияжи тесно связаны с цветовой гаммой одежды, но это вовсе не обязательное правило. Включайте фантазию на полную и творите чудеса на своём лице, ведь инди — в первую очередь про свободу!